# روس نورمان
روس نورمان (بالإنجليزية: Ross Norman)‏ هو لاعب إسكواش نيوزيلندي، ولد في 7 يناير 1959 في Whitianga ‏ في نيوزيلندا.

## وصلات خارجية
- روس نورمان على موقع SquashInfo.com (الإنجليزية)
- روس نورمان على موقع قاعة نيوزيلندا للمشاهير الرياضية (الإنجليزية)